# Saint-Amand-de-Coly
Saint-Amand-de-Coly is een plaats en voormalige gemeente in het Franse departement Dordogne (regio Nouvelle-Aquitaine) en telt 372 inwoners (2004). De plaats maakt deel uit van het arrondissement Sarlat-la-Canéda. Saint-Amand-de-Coly is op 1 januari 2019 gefuseerd met de gemeente Coly tot de gemeente Coly-Saint-Amand. Saint-Amand-de-Coly is lid van Les Plus Beaux Villages de France.

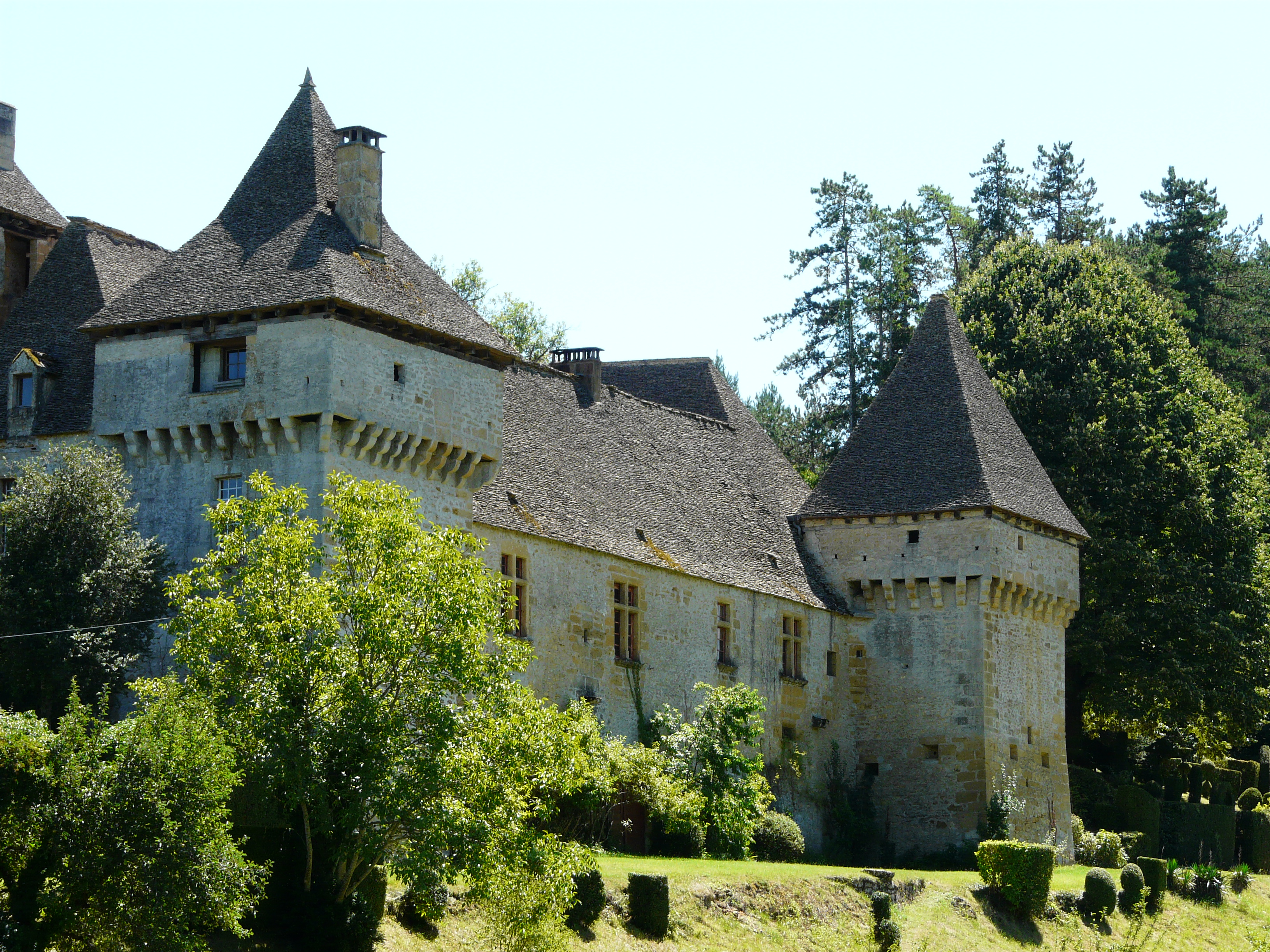
Kasteel bij Saint-Amand-de-Coly
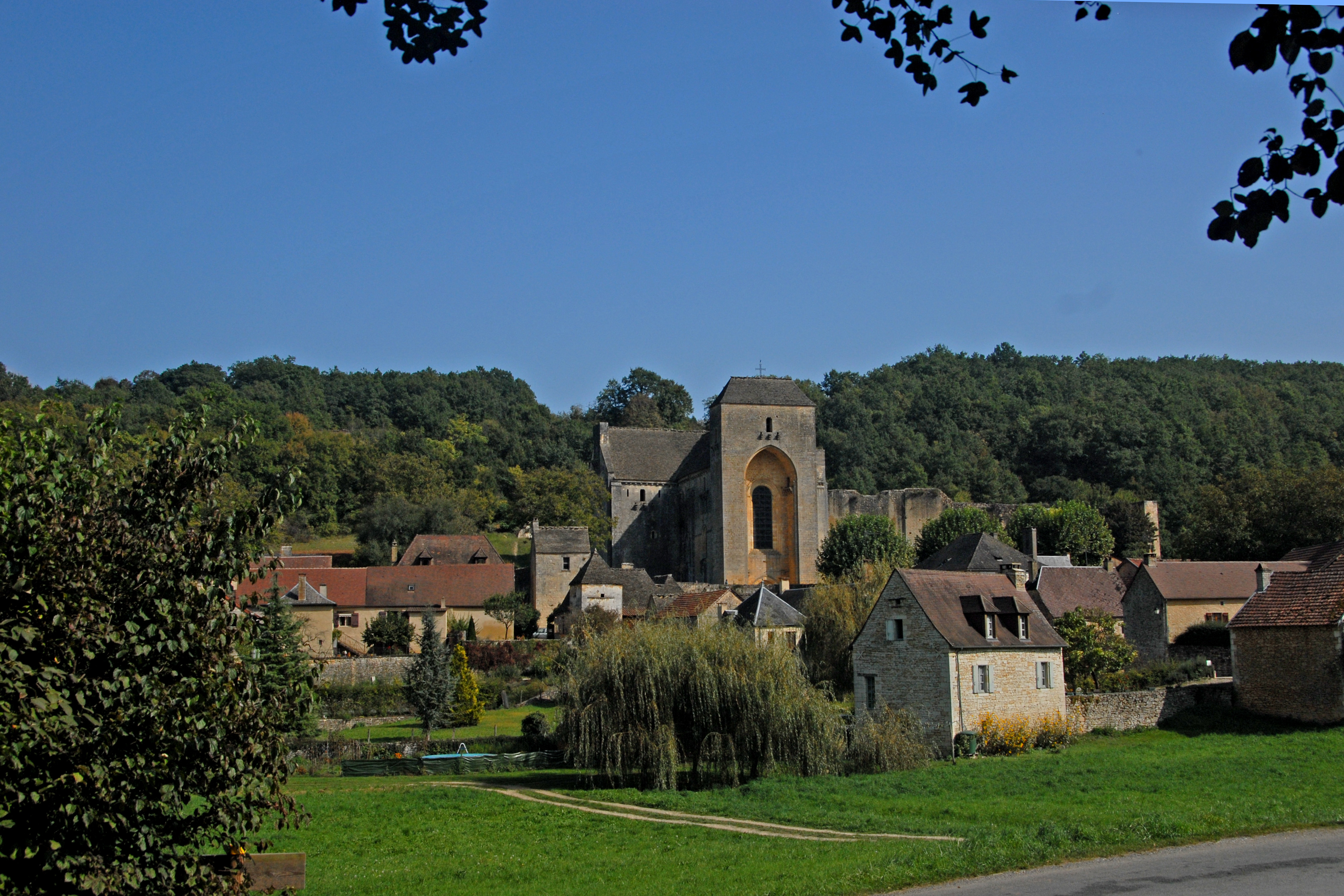
Saint-Amand-de-Coly
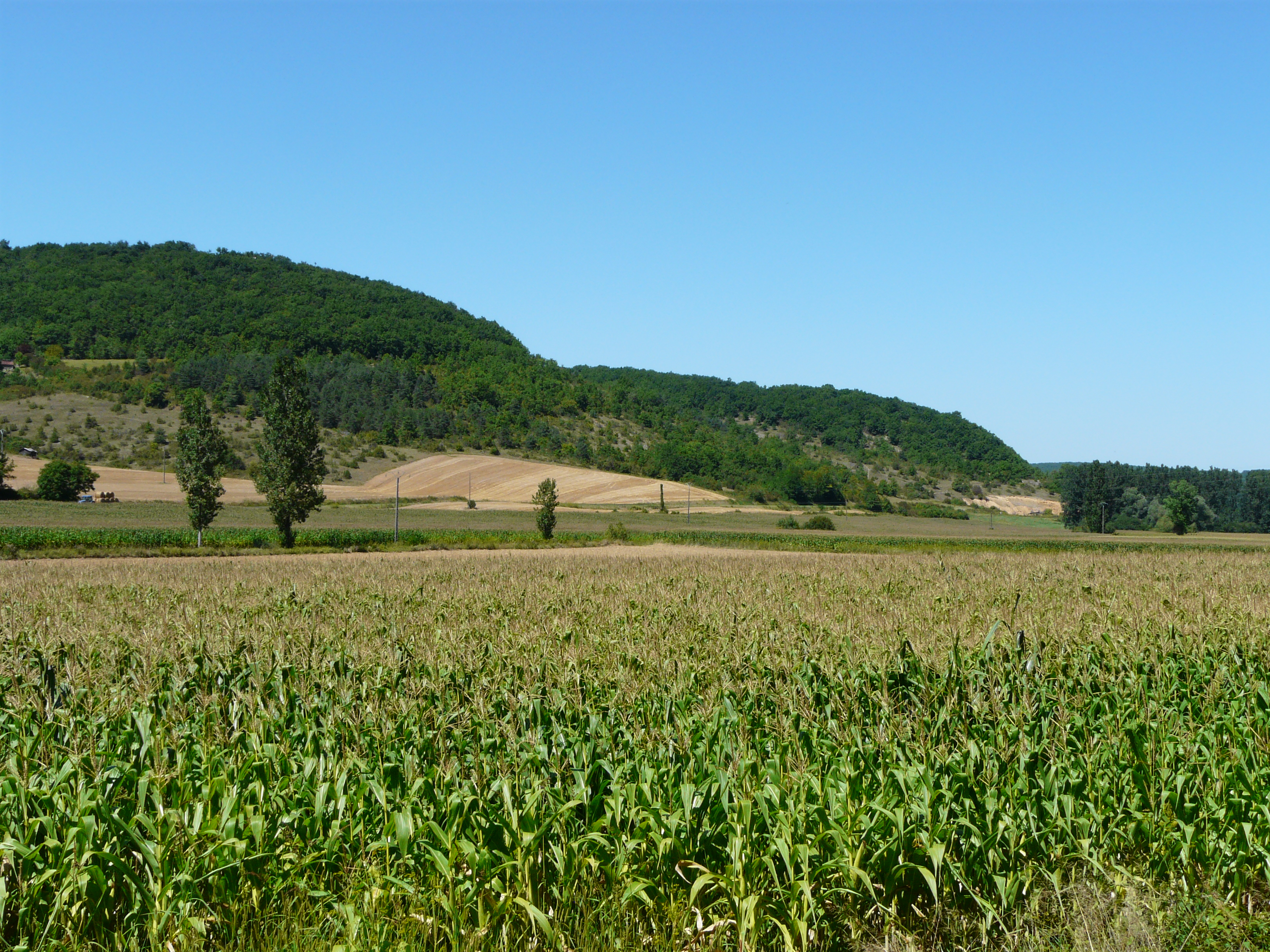
Vallée Chironde bij Saint-Amand-de-Coly
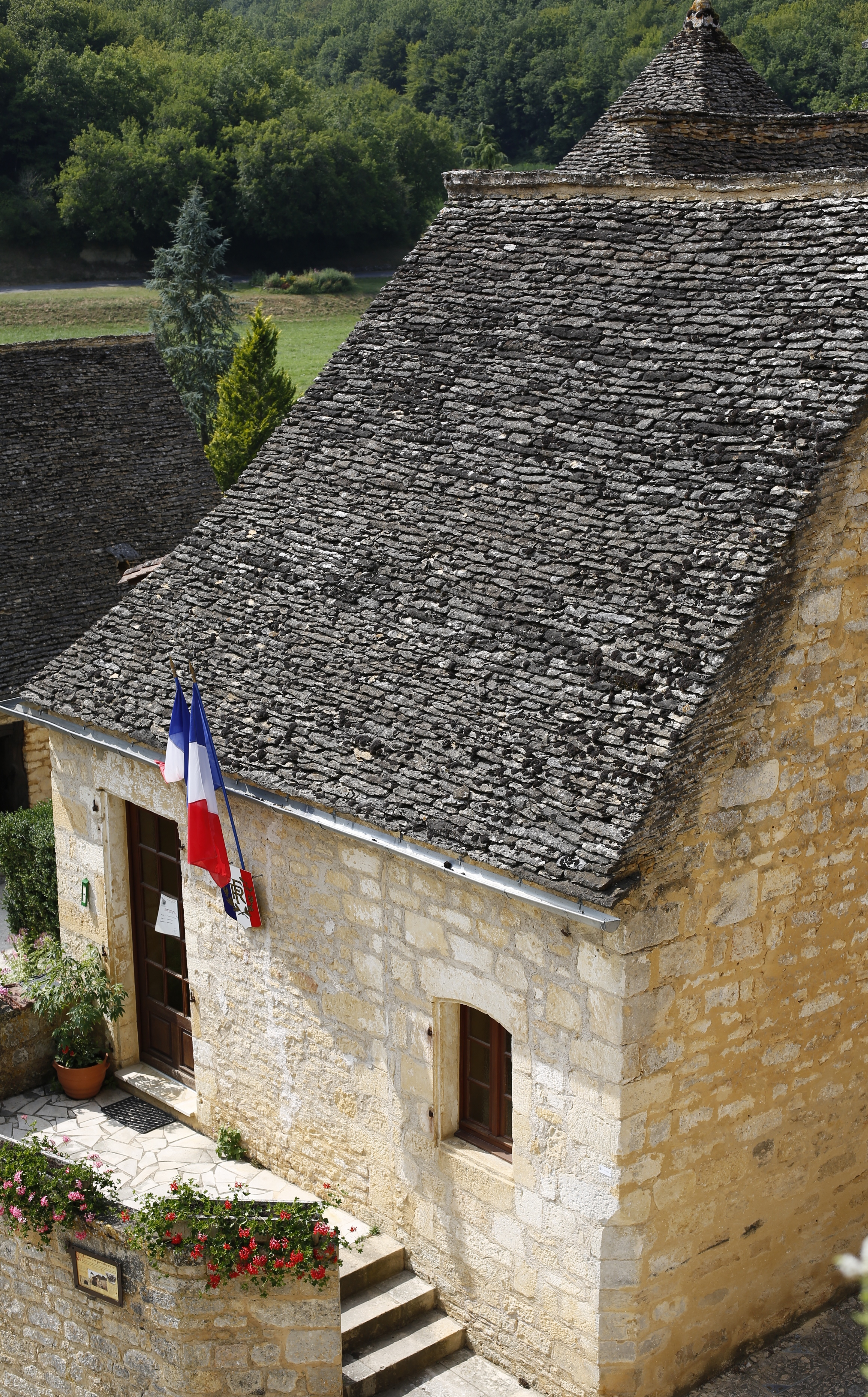
Voormalig gemeentehuis
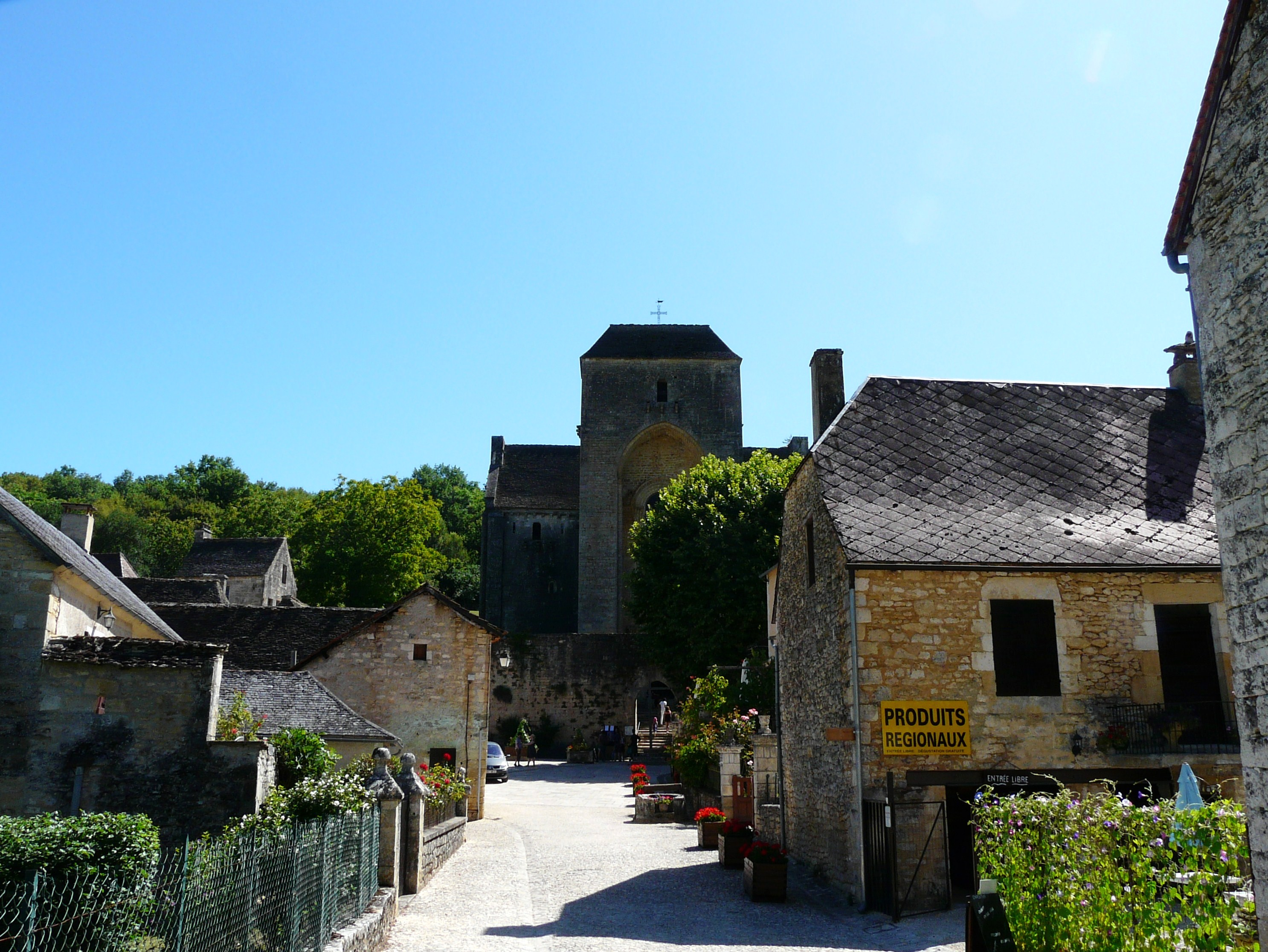
Saint-Amand-de-Coly

## Geografie
De oppervlakte van Saint-Amand-de-Coly bedraagt 26,0 km², de bevolkingsdichtheid is 14,3 inwoners per km².
De onderstaande kaart toont de ligging van Saint-Amand-de-Coly met de belangrijkste infrastructuur en aangrenzende gemeenten.

## Demografie
Onderstaande figuur toont het verloop van het inwonertal.
(Sortering op regio > departement (vet) > gemeente)